# KTR×GTR
『KTR×GTR』（ケーティアール・ジーティアール）は、日本のギタリスト、押尾コータローのメジャー通算14枚目のスタジオ・アルバム。2016年11月9日にSME RecordsからDVD付初回生産限定盤と通常盤の2形態で発売された。

## 解説
2作目のカバー・アルバム『Tussie mussie II 〜loves cinema〜』から1年ぶり。オリジナル・アルバムでは、『PANDORA』から2年3ヶ月ぶり。
アルバム・タイトルの意味は、「KTR」は"KoTaRo（コータロー）"、「GTR」は"GuiTaR（ギター）"が基となっている。
初回生産限定盤DVDにミュージック・ビデオが収録されている「空と風のワルツ」、もう一曲のミュージック・ビデオ収録曲で、自身が出演した三菱電機カーナビゲーションシステム「DIATONE SOUND. NAVI」のCM曲「Together!!!」、DEPAPEPE・NAOTOと共作したMBSラジオお天気テーマ曲「Magical Beautiful Seasons」、音楽を担当した映画『同級生』主題歌「同級生 with Yuuki Ozaki (from Galileo Galilei)」、テレビ東京系列ゴルフ中継テーマ曲「BE UP!」などタイアップ楽曲を数多く収録している。初回生産限定盤、通常盤の初回封入特典は2017年ミニカレンダー。
本作発売後、2017年2月から7月にかけて全国47都道府県を巡るツアー「押尾コータロー 15th Anniversary Tour “KTRxGTR”」を開催する。

## 収録曲

### CD
| 全作曲・編曲: 押尾コータロー。 |                                                      |       |                |      |
| #                              | タイトル                                             | 作詞  | 作曲・編曲     | 時間 |
| 1.                             | 「Creativetime Ragtime」                             |       | 押尾コータロー | 1:28 |
| 2.                             | 「Together!!!」                                      |       | 押尾コータロー | 3:41 |
| 3.                             | 「同級生 〜Innocent Days〜」                         |       | 押尾コータロー | 4:40 |
| 4.                             | 「my best season」                                   |       | 押尾コータロー | 3:23 |
| 5.                             | 「空と風のワルツ」                                   |       | 押尾コータロー | 5:19 |
| 6.                             | 「えんぴつと五線譜」                                 |       | 押尾コータロー | 3:28 |
| 7.                             | 「蜃気楼」                                           |       | 押尾コータロー | 4:21 |
| 8.                             | 「茜色のブランコ」                                   |       | 押尾コータロー | 3:09 |
| 9.                             | 「Moment」                                           |       | 押尾コータロー | 4:50 |
| 10.                            | 「JOKER」                                            |       | 押尾コータロー | 3:11 |
| 11.                            | 「勿忘草」                                           |       | 押尾コータロー | 4:42 |
| 12.                            | 「Birthday」                                         |       | 押尾コータロー | 4:11 |
| 13.                            | 「Plastic Love」                                     |       | 押尾コータロー | 1:52 |
| 14.                            | 「BE UP!」                                           |       | 押尾コータロー | 3:51 |
| 15.                            | 「Magical Beautiful Seasons feat. DEPAPEPE & NAOTO」 |       | 押尾コータロー | 3:29 |
| 16.                            | 「同級生 with Yuuki Ozaki (from Galileo Galilei)」   |       | 押尾コータロー | 3:58 |
| 合計時間:                      | 合計時間:                                            | 59:33 |                |      |

### DVD（初回生産限定盤のみ）
| #  | タイトル                        | 作詞 | 作曲・編曲     |
| -- | ------------------------------- | ---- | -------------- |
| 1. | 「Together!!!」(Music Video)    |      | 押尾コータロー |
| 2. | 「空と風のワルツ」(Music Video) |      | 押尾コータロー |